# География Северной территории
Северная территория — один из штатов Австралии, расположенный в центре северной части материка. На западе Северная территория граничит с Западной Австралией по 129° в. д., на юге — с Южной Австралией по 26° ю. ш., на востоке — с Квинслендом по 138° в. д. На севере омывается водами Тиморского и Арафурского морей.
Северная территория простирается на 1600 км с севера на юг и на 970 км с востока на запад. Регион занимает одну шестую часть площади континента.

## Морское побережье
Изрезанная линия морских берегов Северной территории образует Топ-Энд («верхушку») — выдающуюся далеко в море часть материка, где находится самая северная точка Австралии. Здесь расположены национальные парки Какаду и Нитмилук. Топ-Энд с запада омывается водами залива Жозеф-Бонапарт, с востока — залива Карпентария. Общая длина побережья составляет 5438 км, вместе с многочисленными островами — 10 954 км.

### Острова
К северу от материковой части Северной территории расположены многочисленные острова, самыми крупными из которых можно назвать Грут-Айленд, Батерст и Мелвилл.

## Рельеф
Север региона — морской берег со множеством заливов, мысов. Побережье окаймлено многочисленными мангровыми зарослями и болотами. На юг от Арнем-Ленда высота над уровнем море постепенно повышается, достигая высоты 300 и даже 600 метров в районе города Теннант-Крик. Регион лежит на огромном плато, сложенном из пород докембрийского периода. Ещё южнее простирается аллювиальная равнина. Здесь находится каменисто-песчаная пустыня Танами, упирающаяся на юге в горы Мак-Доннелл. Высочайшая точка хребта Мак-Доннелла — гора Зил (1531 м).
В 320 км юго-западнее города Алис-Спрингс находятся примечательные горы, сложенные из красной породы — Ката-Тьюра. Самая высокая из них носит имя Ольги, жены короля Вюртембергского, дочери российского императора Николая I.
На юго-востоке региона простирается пустыня Симпсон — песчаная и не имеющая ни единого людского поселения. К северу от пустыни, на границе с Квинслендом, расположено плато Баркли, достигающее высоты 300 м над уровнем моря и сложенное известняковыми породами палеозойского периода. Значительная часть плато покрыта плодородными землями; флора — преимущественно саванного (степного) типа.

## Гидрография
Речная сеть наличествует в северной части территории; реки стекают с возвышенностей и впадают в Арафурское море. Это такие реки как Аллигатор, Дэйли, Финке, Макартур, Ливерпул, Ропер, Тодд и Виктория. Много болот. Центральная и южная часть территории покрыта пустынями Танами и Симпсона, входящими в число крупнейших в стране. Несколько водопадов высотой до 200 м.

## Почвы
В Северной территории большое разнообразие почв. Так, на юге преобладают каменистые и песчаные бесплодные почвы. Пустыня Симпсон примечательная своими дюнами и грядами красного цвета. Для севера, напротив, характерны землистые почвы. Базальтовые почвы, богатые железом, можно найти в бассейне реки Виктория и на плато Баркли. В полузасушливых регионах бассейнов рек Кэтрин, Дуглас и Дэйли почвы вполне пригодны для земледелия.

## Климат
Для Северной территории характерен муссонный климат с чётко выделяющимися сезонами: влажным летним (ноябрь — апрель) и засушливым зимним (май — октябрь). При этом южная часть территории — жаркие пустыни. Количество осадков падает с севера на юг с 1525 мм/год до 130 мм/год. Только треть территории получает достаточно осадков для комфортного земледелия — от 380 до 1015 мм/год.
На севере, в районе административного центра территории — города Дарвин — температура колеблется от +29 °С в декабре до +25 °С в июле. На юге — в районе Алис-Спрингса — от +28 °С до +12 °С. На севере, в прибрежной зоне, случаются ураганы и штормы.

## Флора и фауна
В Северной территории проживают порядка 400 видов разных птиц, включая попугаев, какаду, голубиных и лорикетов в пересечённой местности северной и центральной частей региона. В мангровых зарослях северного побережья можно встретить двуцветного фруктового голубя. На плато Баркли обитают певчий кустарниковый жаворонок, трёхпёрстковые и бронзовокрылый фапс-арлекин. Многие виды птиц, особенно на побережье, перелётные и мигрируют сюда лишь на некоторое время каждый год (например, ржанки и гуси). В то же время есть и эндемики — белогорлый травяной малюр, чернокрылый пёстрый голубь и краснокрылый каменный голубь.
Что касается млекопитающих, то их здесь насчитывается около 150 видов. К ним относятся скальные крысы, летучие мыши, водные млекопитающие (у побережья) и сумчатые. Нередко встречаются кенгуру: большой рыжий — в засушливой местности, скальный валлаби и антилоповый — в горах на северо-западе, кенгуру Бернарда (эндемик Северной территории) — на эскарпах Арнем-Ленда. В море плавают дюгони и иравадийский дельфин. Также в регионе обитает ехидна.
Вследствие освоения этих земель человеком здесь появились многие животные, несвойственные в прошлом Австралии: верблюд, азиатский буйвол, крупный рогатый скот, свиньи, козы, пони, лошади, ослы.
Также в регионе широко распространены рептилии, особенно сцинковые, которых насчитывается свыше 100 видов. На северном побережье встречаются гребнистый и австралийский узкорылый крокодилы, а также морские черепахи и водяные змеи (последних здесь — порядка 100 видов, одна пятая часть от общего числа видов водяных змей). Из лягушек примечательны коралловолапая и очаровательная литории.